# Řevnov
Řevnov (německy Rewnau) je malá vesnice, část obce Chotoviny v okrese Tábor v Jihočeském kraji. Nachází se asi 3,5 kilometru západně od Chotovin. Je zde evidováno 40 adres. V roce 2011 zde trvale žilo 56 obyvatel.
Řevnov je také název katastrálního území o rozloze 3,97 km².

## Historie
První písemná zmínka o vesnici pochází z roku 1542.
Škola (čp. 37) byla postavena v roce 1912, původnímu účelu však již desítky let neslouží. Po druhé světové válce sloužila přibližně do roku 1962, poté budovu užíval Svazarm a pak byla prodána jako rodinný dům.

## Obyvatelstvo
| Rok            | 1869 | 1880 | 1890 | 1900 | 1910 | 1921 | 1930 | 1950 | 1961 | 1970 | 1980 | 1991 | 2001 | 2011 | 2021 |
| -------------- | ---- | ---- | ---- | ---- | ---- | ---- | ---- | ---- | ---- | ---- | ---- | ---- | ---- | ---- | ---- |
| Počet obyvatel | 186  | 213  | 227  | 224  | 195  | 216  | 192  | 128  | 133  | 103  | 86   | 52   | 49   | 56   | 60   |
| Počet domů     | 27   | 27   | 34   | 34   | 34   | 39   | 40   | 43   | 37   | 29   | 25   | 35   | 36   | 37   | 39   |

## Obecní správa
Při sčítání lidu v letech 1850–1971 Řevnov byl samostatnou obcí, se kterým patřil nejprve do okresu Sedlčany, ale od roku 1960 v okrese Tábor. Od 26. listopadu 1971 je částí obce Chotoviny v okrese Tábor, kdy se konaly obecní volby. V letech 1850–1920 k obci patřily Chomoutova Lhota, Pejšova Lhota a Pikov a v letech 1850–1971 také Nový Kostelec.

## Pamětihodnosti
- kaple na návsi
- pomník padlým za obcí[11]

## Galerie

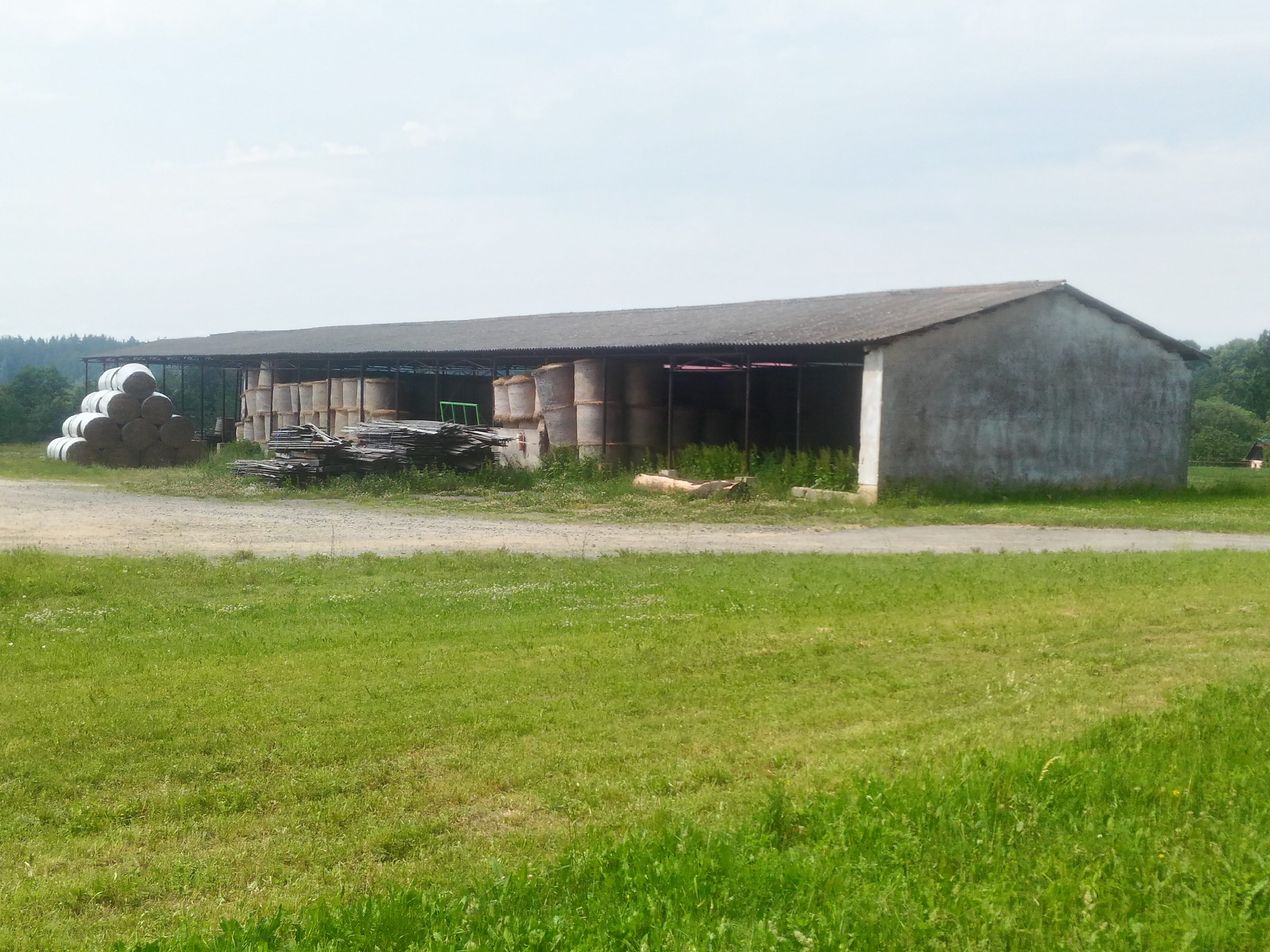
Seník
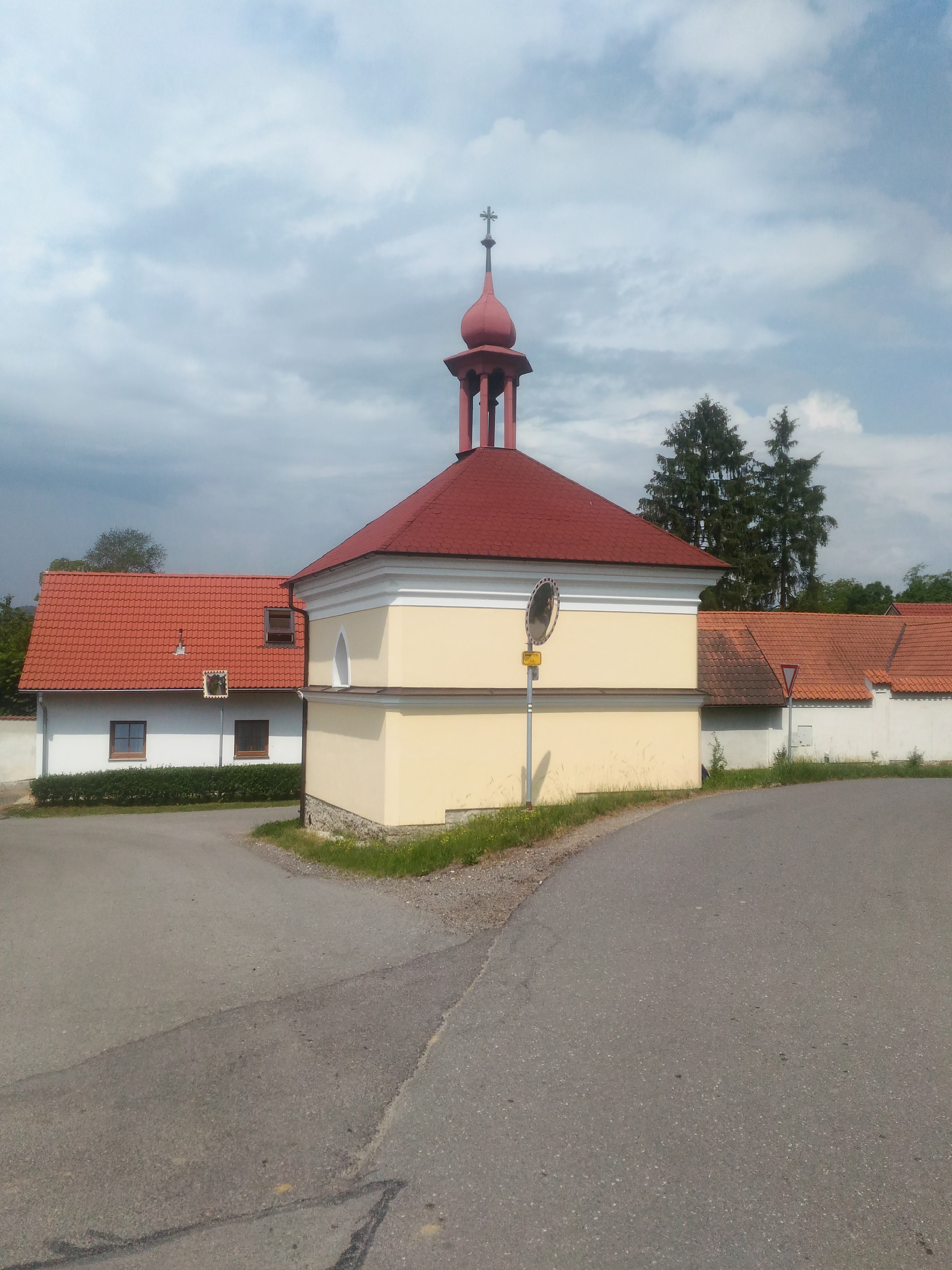
Kaplička
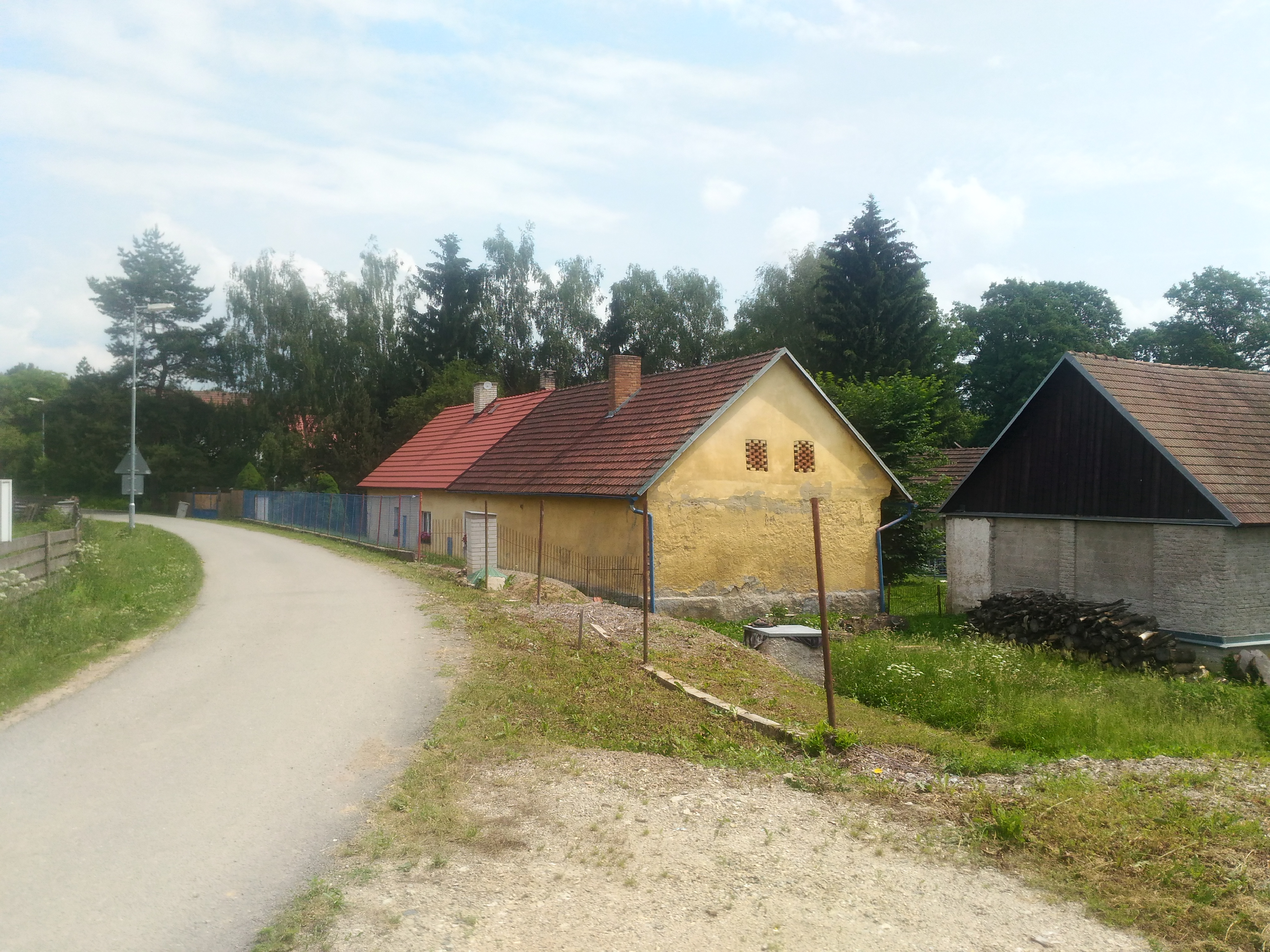
Domy